# Åkande
Åkande (Nuphar) er en slægt af planter med 1-25 arter, som er udbredt på den nordlige halvkugle.
Det er vandlevende stauder med aflangt hjerteformede, fjerribbede flydeblade. Bladstænglerne har talrige, nogenlunde ens luftkanaler. Af og til udvikles der tynde undervandsblade. Blomsterne har fem gule blomsterblade, der er grønlige på ydersiden. Desuden findes der et stort antal honningblade mellem blosterbladene og støvdragerne.
Ofte bruges navnet "åkande" også om slægten Nymphaea, på dansk kaldet nøkkerose. Men selv om de to planteslægter ligner hinanden meget, bortset fra blomsterne, er det kun planter af slægten Nuphar, der botanisk set kan betegnes som åkander.
Her beskrives kun de to arter, som er vildtvoksende i Danmark.
| Beskrevne arter |

- Gul åkande (Nuphar lutea)
- Liden åkande (Nuphar pumila)

| Andre arter |

- Nuphar advena
- Nuphar japonica
- Nuphar microphylla
- Nuphar polysepala
- Nuphar sagittifolia
- Nuphar variegata